# 祖神
祖神（おやがみ、そじん、そしん）とは、
1. ある氏族において、その先祖とされる神、あるいは神として祀った先祖の霊（祖霊）[1]。
2. （おやがみ）個人の守り神。佐渡では鎮守神のことを指す[2]。道祖神は「どうそじん、どうそしん」と読むが、この概念に近い。
3. （そじん・そしん）ある業種において、その始祖とされる神、あるいは守護神。例：薬祖神、料理祖神

本項では主に 1. について、ことに神道の神について記す。

## 概要
主に、皇室および神別氏族、また上古の早い段階に皇室から分かれた皇別氏族において、祖先に当たる神代の神、あるいは上古の人物を「祖神」とする。「氏」とは共同の祖神をもつ同族意識によって結合した生活共同体であり、本来は「氏神」と同義であったが、その実態が歴史的に薄れて、中世以降は氏神は後に血縁から地縁へと変化し、地域の産土神・鎮守神と同様の神へと変化していった。

## 主な氏族と祖神の対応
- 皇室－天照大御神、八幡神など
- 中臣氏、大中臣氏、藤原氏、卜部氏（伊豆系・壱岐系）－天児屋命など
- 出雲氏、土師氏、菅原氏－天穂日命、建比良鳥命、野見宿禰など
- 武蔵国造、その他東国諸国造など－建比良鳥命、伊勢津彦など
- 物部氏、穂積氏－饒速日命、宇摩志麻遅命など
- 忌部氏（斎部氏）－天太玉命、天比理刀咩命、天富命、天日鷲神ら忌部五部神
- 蘇我氏、葛城氏、巨勢氏、紀氏（紀朝臣）など－武内宿禰など
- 大伴氏、佐伯氏－天忍日命など
- 尾張氏、津守氏、海部（あまべ）氏－天火明命など
- 阿曇氏－綿津見神、宇都志日金拆命など
- 諏訪氏－建御名方神、八坂刀売神など
- 賀茂県主氏－賀茂建角身命など
- 吉備氏－吉備津彦命、稚武彦命など
- 阿倍氏（安倍氏）－大彦命など
- 大神氏（三輪氏・大三輪氏・神氏）－大物主神、事代主神、大田田根子など
- 賀茂朝臣氏（鴨君）－味耜高彦根命、事代主神など
- 毛野氏（上毛野国造・下毛野国造）－豊木入日子命など
- 阿蘇氏－健磐龍命、神八井耳命など
- 多氏、科野国造、印波国造－神八井耳命など
- 宇佐氏－菟狭津彦など
- 紀氏（紀伊国造）－天道根命など
- 和珥氏、春日氏、小野氏、丈部氏など－天足彦国押人命など
- 知々夫国造－八意思兼神、天下春命など
- 倭国造（倭氏・大倭氏・大和氏）、久比岐国造－椎根津彦など
- 膳氏－磐鹿六鴈など
- 倭文氏－天羽槌雄神など